# Episodi di American Playhouse (tredicesima stagione)
La tredicesima stagione della serie televisiva American Playhouse è stata trasmessa in anteprima negli Stati Uniti d'America tra il 2 gennaio 1995 e l'8 settembre 1996.
| nº | Titolo originale                 | Titolo italiano | Prima TV USA     | Prima TV Italia |
| -- | -------------------------------- | --------------- | ---------------- | --------------- |
| 1  | The Making of Angels and Insects |                 | 2 gennaio 1995   |                 |
| 2  | Fires in the Mirror              |                 | 3 febbraio 1995  |                 |
| 3  | Blown Sideways Through Life      |                 | 19 luglio 1995   |                 |
| 4  | Drawn from the Memory            |                 | 30 ottobre 1995  |                 |
| 5  | The Beans of Egypt, Maine        |                 | 11 agosto 1996   |                 |
| 6  | Passion                          |                 | 8 settembre 1996 |                 |